# Amadeo Roldán
Amadeo Roldán y Gardes (1900-1939) là nhà soạn nhạc người Cuba.

## Cuộc đời
Amadeo Roldán học âm nhạc tại Nhạc viện Madrid. Năm 1919, Roldán trở về Cuba. Trong các năm 1923-1932, ông hoạt động âm nhạc với tư cách nghệ sĩ đàn violin và nhạc trưởng tại dàn nhạc Philarmonic của La Habana.

## Phong cách sáng tác
Trong sáng tác của Amadeo Roldán, ông luôn sử dụng những tiết tấu và chủ đề của âm nhạc châu Phi và Cuba. Ông là một trong những đại biểu xuất sắc của trường phái dân tộc Cuba thế kỷ 20.